# Dem jezik
Dem jezik (ISO 639-3: dem; lem, ndem), transnovogvinejski jezik, jedini predstavnik istoimene skupine, kojm govori oko 1.000 ljudi (1987 SIL) duž gornjeg toka rijeke Rouffaer na indonezijskom dijelu Nove Gvineje.
Govori ga istoimeno pleme nastanjeno sjeverno od Damala. Prema njihovoj legendi pleme Dem ili Lem na svijet je došlo izašavši iz rupe u zemlji.

## Vanjske poveznice
- Ethnologue (14th)
- Ethnologue (15th)